# Tetramesa gigantochloae
Tetramesa gigantochloae är en stekelart som beskrevs av T.C. Narendran och Kovac 1995. Tetramesa gigantochloae ingår i släktet Tetramesa och familjen kragglanssteklar. Inga underarter finns listade i Catalogue of Life.